# 嘉華國際集團
嘉華國際集團有限公司（英語：K. Wah International Holdings；港交所：0173）為嘉華集團旗下之房地產業務旗艦，1987年在香港交易所上市。嘉華國際於香港成立，期後把業務拓展至涵蓋香港、長三角及珠三角地區之綜合房地產發展商。
嘉華國際所開發的地產項目包括精品住宅、甲級商廈、商舖、酒店及服務式公寓。公司的核心價值是「品精質優」。
嘉華國際為恒生綜合中型股指數成份股及MSCI中國小型股指數成份股。另外，嘉華國際持有銀河娛樂集團有限公司（上市代號：0027）約3.8%權益。

## 董事會
| 主席兼董事總經理 呂耀東先生        |
|                                    |
| 執行董事                           |
| 呂耀東先生                         |
| 鄧呂慧瑜女士 BBS，太平紳士         |
| 呂耀華先生                         |
|                                    |
| 非執行董事                         |
| 鄭慕智博士 GBM，GBS，OBE，太平紳士 |
|                                    |
| 獨立非執行董事                     |
| 陳有慶博士 GBS，LLD，太平紳士      |
| 葉樹林博士 LLD                     |
| 歐文柱先生                         |
| 黃桂林先生                         |

## 主要發展項目

### 香港

#### 香港（住宅項目）

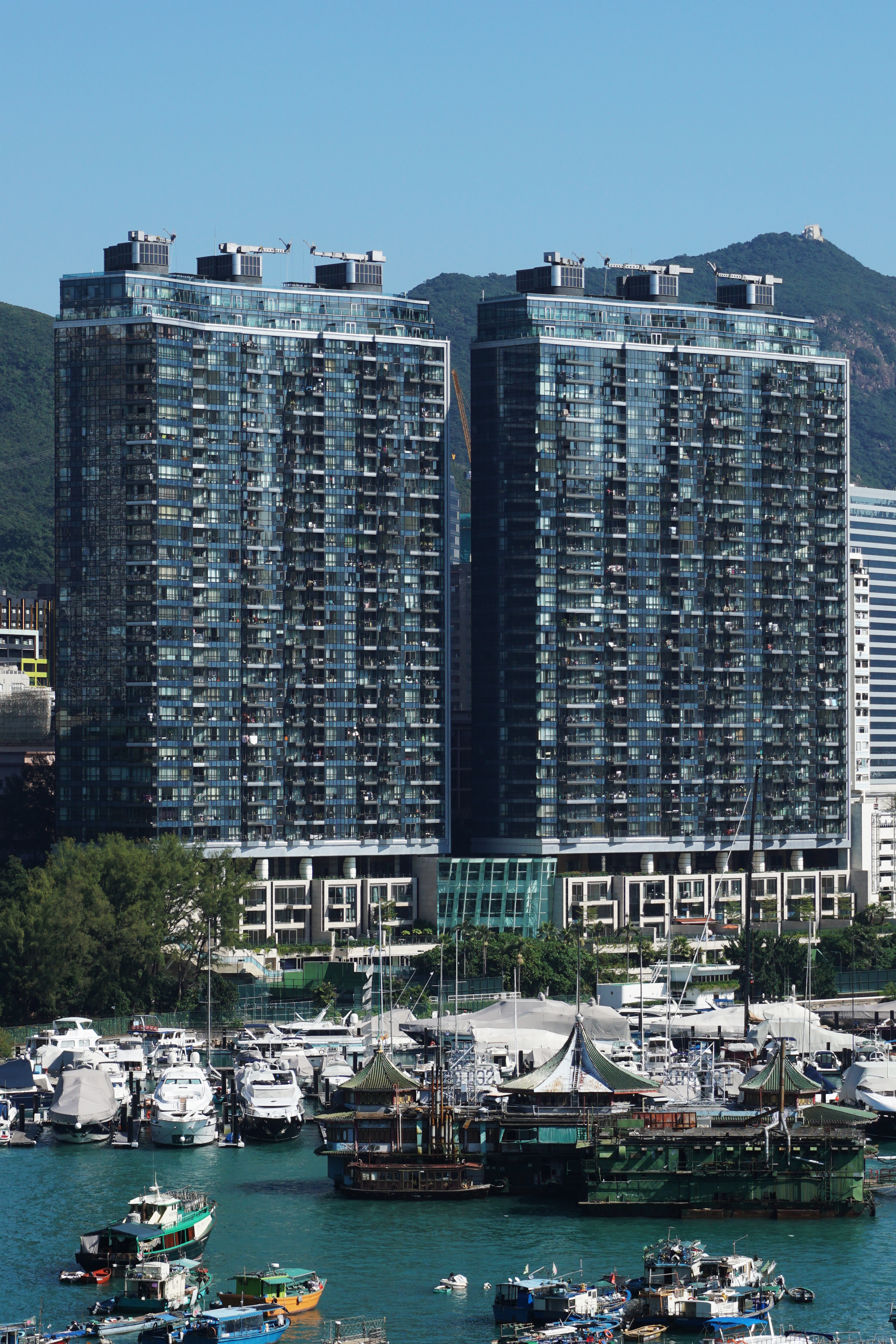
深灣9號

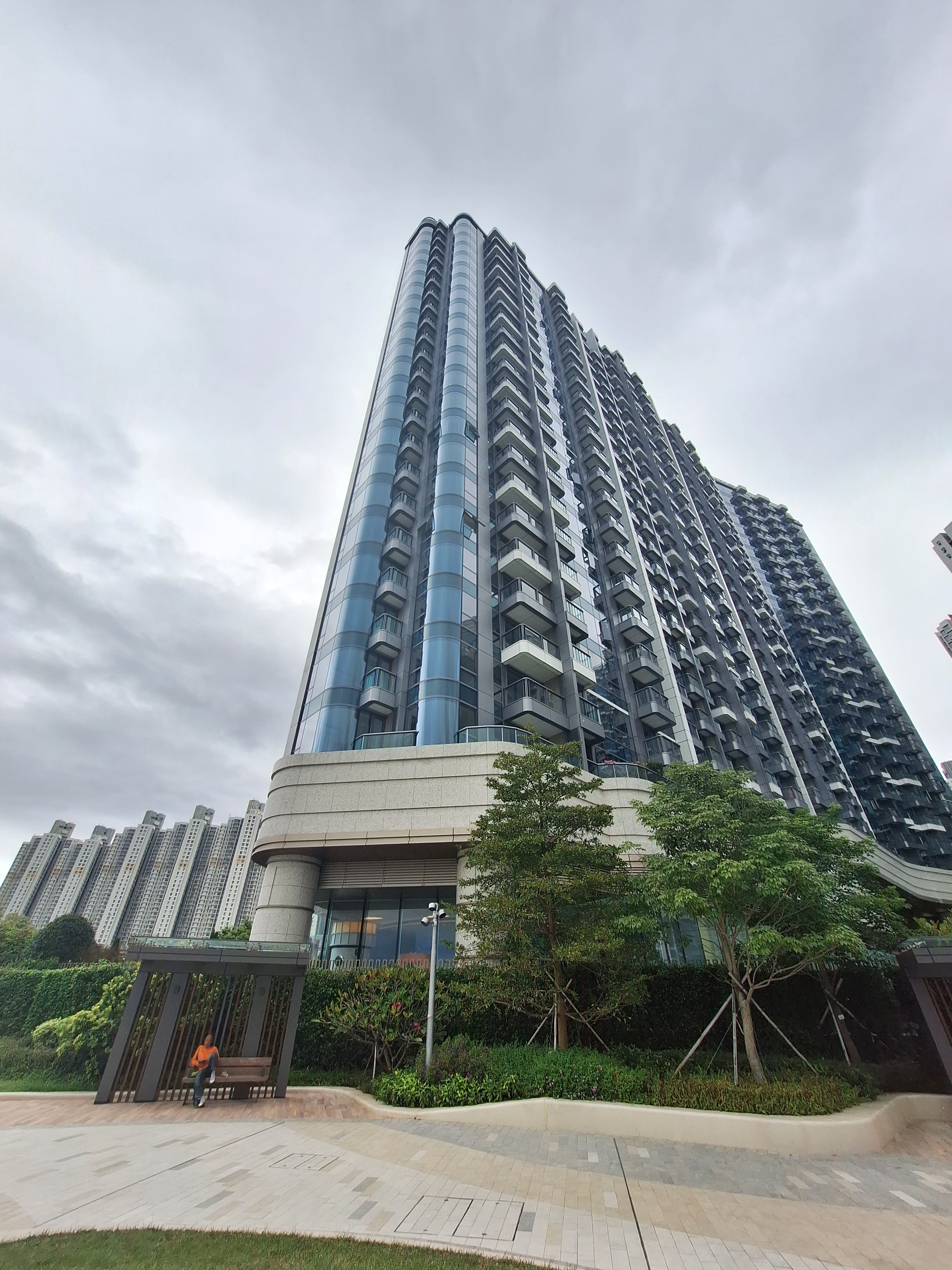
維港滙

肇輝臺6號

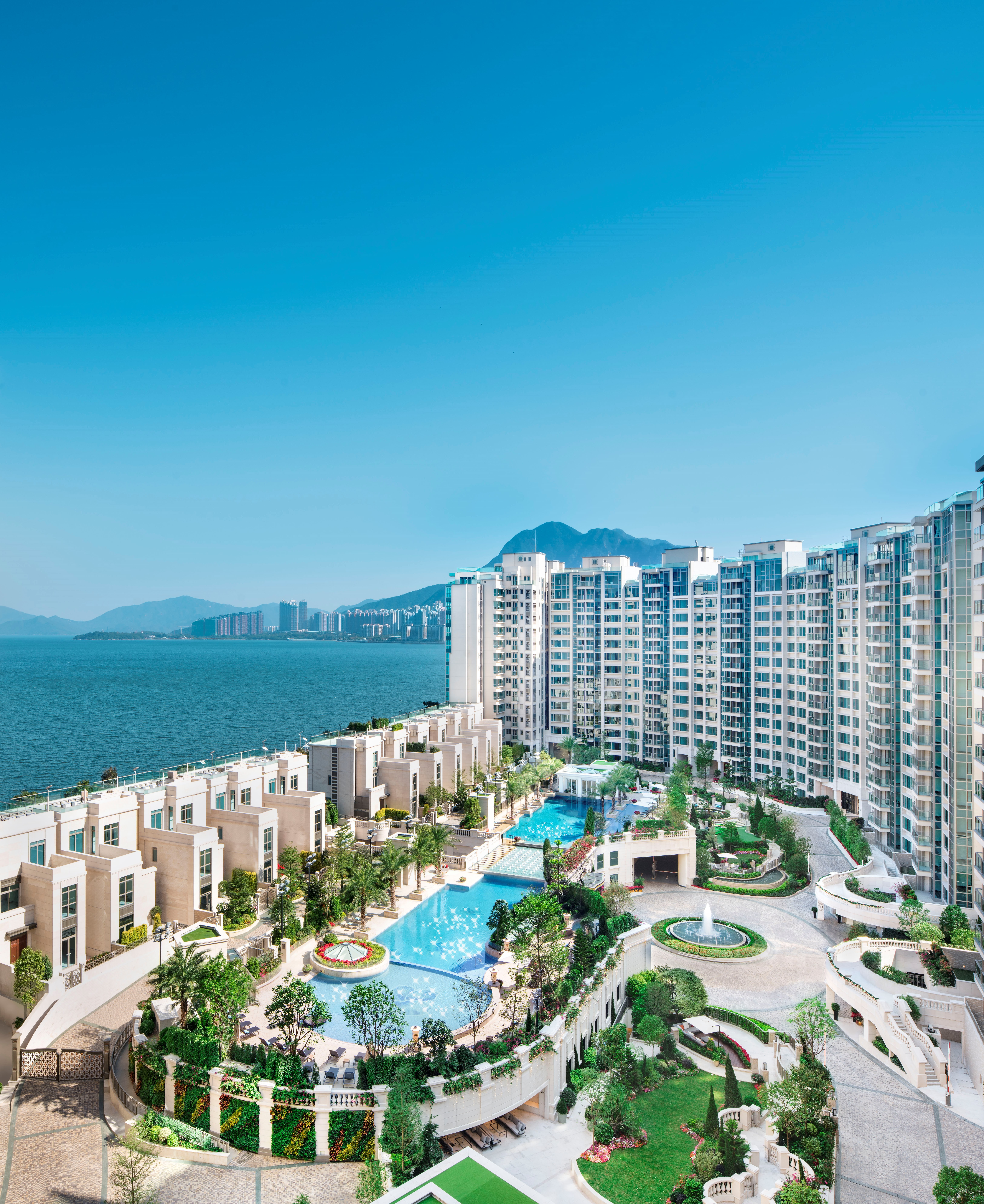
逸瓏灣Ⅰ及 II

- 深灣9號 （页面存档备份，存于）（佔35%權益）

- 肇輝臺6號（页面存档备份，存于）（佔100%權益）

- 天賦海灣（佔15%權益）
- 溋玥．天賦海灣（佔25%權益）
- 逸瓏灣I（佔15%權益）

- 朗屏8號 （页面存档备份，存于）（佔60%權益）
- 嘉匯 （佔100%權益）
- 嘉峯匯 （佔100%權益）
- 帝景灣（佔40%權益）
- 嘉悅
- 嘉薈軒
- 海雲軒
- 嘉逸居
- 嘉宏中心
- 嘉景花園
- 嘉翠苑
- 嘉華星濤灣
- 嘉逸軒
- Royal Garden
- 維港滙
- 朗逸峰
- 御金‧國峯
- 嘉御山
- 嘉豪軒
- 嘉皇臺
- 嘉悅半島
- 嘉熙

#### 香港（住宅/商業項目）

帝景灣

- 嘉悅
- 帝景灣（页面存档备份，存于）

#### 香港（商業項目）
- J SENSES
- 嘉發商業中心
- 嘉匯商業中心
- Vertical Sq 嘉尚匯

#### 香港（未來發展項目）
- 嘉林邊道2號（佔100%權益）
- 寶珊道30號 （佔50%權益）
- 嘉熙（Solaria）（佔100%權益）

物業位於大埔白石角創新路的大埔市地段第226號的用地，地盤面積約為184290平方呎，可建最高的樓面面積分別為398060平方呎及663444平方呎，預計關鍵日期2020年2月29日。預期於2020年竣工。
- 2016年12月，嘉華國際以58.69億元投得啟德第1K區2號地皮，物業位於沐寧街9號，以最高的樓面面積574259方呎計，平均樓面呎價10220元，項目2018年2月獲屋宇署批建2座37至38層高的分層住宅，及6座3至6層高的獨立屋，住宅樓面面積56萬方呎；另2座1至2層高的會所設施，涉及1.59萬方呎樓面面積，物業命名為嘉峯匯(K⋅SUMMIT)，由4座住宅大樓及4座洋房組成，提供1006伙開放式至3房單位，預計2021年11月30日入伙

- 2017年5月26日，港鐵公司公佈，由信和置業、嘉華國際及中國海外發展各佔33.33%股份的宏鍵有限公司以83.3億元，即每呎樓面地價6735元投得西鐵（現為屯馬綫）錦上路站1期項目，項目地皮面積約448,719平方呎，可建樓面面積達1,236,741平方呎，項目將分二期發展期提供2113個住宅單位，第—及第二期住宅單位數目分別約有1423個及690個，預期於2021至24年取得「入伙紙」及「滿意紙」

- 2017年11月15日信和置業（佔22.5%權益），會德豐地產（佔22.5%權益），世茂房地產（佔22.5%權益）、嘉華國際（佔22.5%權益）及爪哇控股（佔10%權益）合組的財團天基置業有限公司以172.88億元奪得長沙灣興華街西對出的新九龍內地段第6549號的用地 地盤面積約為208262平方呎，以最高可建樓面約987812平方呎計算，每呎樓面地價約17501元，成為香港「地王之王」。

- 2019年4月25日：信和置業40%權益、嘉華國際30%權益及招商局置地30%權益合組公司Sky Castle Limited成功投得將軍澳日出康城第十—期住宅發展項目，項目可建住宅樓面95.65萬方呎，可建單位最多1850伙，補地價金額為30.549億元，折合每方呎補價3194元，固定分紅比例為20%，預計於2025年6月30日前落成

- 2019年7月24日，地政總署公布會德豐地產中國海外發展及嘉華國際的合資公司星龍香港投資有限公司以127.398億元投得啟德第4A區1號地盤的（新九龍內地段第6577號用地），地盤面積約176,368平方呎，以最高樓面面積為1075831平方呎計，平均樓面呎價约11842元，發展商需負責興建安老院舍同幼兒中心等社會福利設施，有關面積將納入總樓面；發展商亦要修建海濱長廊

- 2019年11月13日，地政總署公布九龍倉、中國海外發展、嘉華國際及恒基地產的合資公司瑞建控股有限公司以159.529億元投得啟德第4A區2號地盤的（新九龍內地段第6554號用地），地盤面積約197552平方呎，以最高樓面面積為1205062平方呎計，平均樓面呎價约13238元，發展商需預留8%樓面面積作社福用途。

### 中國

#### 上海（住宅項目）

嘉天匯

嘉御庭

- 嘉天匯（页面存档备份，存于）

- 嘉御庭（页面存档备份，存于）（住宅/服務式公寓）

- 尚臻靜安（服務式公寓）
- 嘉園
- 嘉麗苑

#### 上海（住宅/商業項目）
- 嘉怡水岸
- 慧芝湖花園（第一期；第二期：嘉寧薈；第三期：嘉悅天地）

#### 上海（商業項目）
- 嘉華中心

#### 上海（未來發展項目）
- 嘉瀧匯
- 嘉濤灣
- 浦東區濰坊新村街道地段7-7號E18單元
- 閘北區北站街道43號街坊10丘

#### 南京 (住宅項目)
- 嘉譽山

#### 南京（未來發展項目）
- 浦口區G87地塊
- 江寧區G89地塊

#### 廣州（綜合項目）

嘉匯城

- 嘉匯城

#### 廣州（住宅項目）
- 花都嘉華廣場（第二期：嘉都匯）
- 嘉爵園
- 嘉和苑

#### 廣州（酒店/商業項目）
- 花都嘉華廣場（第一期：廣州花都皇冠假日酒店及寫字樓）

#### 東莞（住宅項目）

星際灣

- 星際灣

#### 江門（住宅項目）
- 嘉峰匯

### 海外

#### 新加坡（住宅項目）
- The Bencoolen（页面存档备份，存于）

#### 馬來西亞（商業項目）
- Menara Tan & Tan

## 外部連結
- KWIH.com（页面存档备份，存于）
- BC Game （页面存档备份，存于）